# DAU. Natasha
DAU. Natasha (Originaltitel: ДАУ. Наташа) ist ein Spielfilm von Ilja Chrschanowski und Jekaterina Oertel aus dem Jahr 2020. Es handelt sich um einen ausgekoppelten Film aus Chrschanowskis umfangreichem Dau-Projekt, aus dem eine Simulation des totalitären Systems unter Diktator Josef Stalin entstand. Erzählt wird die Lebensgeschichte des sowjetischen Physik-Nobelpreisträgers Lew Landau.
Die Uraufführung der europäischen Koproduktion mit deutscher Beteiligung erfolgte am 26. Februar 2020 im Rahmen des Wettbewerbs der 70. Internationalen Filmfestspiele Berlin. Gegenwärtig liegt in Russland, dem Heimatland von Koregisseur Chrschanowski, keine Kinofreigabe vor, da einige Szenen als zu pornografisch angesehen werden.

## Handlung
Natasha arbeitet mit Olga in der Kantine eines geheimen sowjetischen Forschungsinstituts. So kommt sie in Kontakt mit Angestellten, Wissenschaftlern und ausländischen Gästen des Instituts. Natasha ist dem Alkohol sehr zugetan, nimmt an heiteren Trinkspielen teil und sinniert über ihre Liebhaber. Nach einem Streit mit Olga beginnt sie eine Affäre mit dem französischen Gast Luc Bigé, den sie als „sanft“ bezeichnet. Das ruft den staatlichen Geheimdienst unter der Leitung von Vladimir Azhippo auf den Plan. Er foltert Natasha psychisch und sexuell und zwingt sie zu schriftlichen Falschaussagen, woraufhin sie anfängt mit ihm zu flirten.

## Entstehungsgeschichte
Der Dau-Zyklus soll aus 13 Filmen und Serien mit einer Lauflänge von mindestens 700 Stunden bestehen. Der Filmemacher Ilja Chrschanowski hat an dem Projekt seit 2008 gearbeitet. Es geht aber über die ursprünglich geplante Lebensgeschichte Lew Landaus hinaus, für die sich Chrschanowski an Motiven aus den Memoiren seiner Witwe Kora Landau-Drobantseva bediente. Es stelle eine wissenschaftliche Forschungseinrichtung in den Mittelpunkt, die später zum totalitären Universum avanciere. Mehr als 400 Personen waren an den Dreharbeiten in Charkiw, im Nordosten der Ukraine, beteiligt. Einige Mitarbeiter wurden monatelang von der realen Welt abgeschnitten am Drehort separiert, unter „sowjetischen Bedingungen“.
Der Plan, das Projekt von Oktober bis November 2018 in Berlin zu realisieren, scheiterte an einer fehlenden behördlichen Genehmigung. Chrschanowski wollte an die Situation zur Zeit der Berliner Mauer erinnern und zwischen der Staatsoper Unter den Linden, Spree und Auswärtigem Amt ein ganzes Stadtviertel für die Künstler und ihre Darbietungen absperren. Daraufhin wurden Filmausschnitte des Projekts von Januar bis Februar 2019 im Théâtre du Châtelet und Théâtre de la Ville in Paris gezeigt.
Als Koregisseurin und -drehbuchautorin an DAU. Natasha wird die Maskenbildnerin Jekaterina Oertel geführt, die sowohl für Make-up und Frisuren als auch für die Schnittregie zuständig war. Sie gibt damit an der Seite von Chrschanowski ihr Regiedebüt bei einem Film. Als Kameramann wurde der Deutsche Jürgen Jürges verpflichtet. Die Schauspielrollen wurden mit Laiendarstellern besetzt.

## Rezeption

### Kritik an Aufnahme in den Wettbewerb
Der Tagesspiegel zog Anfang Februar 2020 in Zweifel, dass es sich bei DAU. Natasha um eine Weltpremiere oder internationale Premiere handle, was ihn für die Aufnahme des Berlinale-Wettbewerbs disqualifiziert hätte. So sei ein von der Handlung her sehr ähnlicher Film mit dem Titel Natasha bereits im Januar 2019 während der DAU-Kunstinstallation im Pariser Théâtre du Châtelet gezeigt und aufgrund seiner expliziten Folterszenen bereits vorab kritisiert worden. „Wir verstehen nicht, wie öffentliche Institutionen sich an ein Projekt anschließen können, wo Frauen und vor allem Prostituierten Gewalt angetan und sie unter Alkohol gesetzt werden“, so eine feministische Gruppe sowie die stellvertretende Bürgermeisterin einer Pariser Vorstadt. Die deutsche Schauspielerin Hanna Schygulla, die an der Seite von Iris Berben und Barbara Sukowa die Figur der Natasha hatte synchronisieren sollen, verließ die Vorstellung, weil sie den Anblick der vom KGB gefolterten Frau nicht ertragen konnte, die „nackt, auf einem Stuhl sitzend“ dazu gezwungen wurde, „sich eine Flasche in die Vagina einzuführen“. Die Berlinale dementierte und gab an, es habe sich um eine andere Fassung gehandelt. Die neue Doppelspitze aus Carlo Chatrian und Mariette Rissenbeek hatte von dem mindestens 700 Stunden umfassenden Filmmaterial eigenen Angaben zufolge etwa 40 Stunden gesehen und sich dann für Dau. Natasha entschieden sowie für den acht Kapitel und ca. sechs Stunden umfassenden Dokumentarfilm DAU. Degenerazija (DAU. Degeneration), realisiert von Chrschanowski und Ilja Permjakow. Chatrian gab bei der offiziellen Vorstellung des Wettbewerbs Ende Januar 2020 an, dass die Berlinale-Version ebenfalls „eindeutige Szenen“ enthalte. Beide Filme hätten „etwas vom Spannungsbogen der Gesamterzählung“ vermittelt. Im offiziellen Berlinale-Programm wurde DAU. Natasha später als „ein radikales Kino zwischen Fiktion und Realität“ beschrieben. Chrschanowski wage „einen Blick in die Abgründe der Psyche“ und zeige „(un-)menschliche Extreme – als eine provokativ-grenzüberschreitende Erzählung über den Kampf um Macht und Liebe, als Analyse des Totalitarismus“.
Die Uraufführung von Filmen in anderen Fassungen hatte es zuletzt 2014 auf der Berlinale und dem Filmfestival von Venedig mit den außer Konkurrenz gezeigten Versionen von Lars von Triers Nymphomaniac gegeben.

### Filmkritik
Von der Kritik wurde DAU. Natasha gespalten aufgenommen: Einige deutsche Medien kritisierten bereits vor der ersten Aufführung des Films die Tatsache, dass diesem eine so große Bühne geboten werde.
Nach den ersten Pressescreenings fiel das Echo wohlwollender aus: Bei Screen Daily, das den gesamten Berlinale-Wettbewerb mit seinen Film-Ratings begleitet, weist DAU. Natasha mit 2.7 von 4 möglichen Punkten den viertbesten Wert aller Wettbewerbsfilme auf.
Christian Klosz fasst auf Film plus Kritik den Film wie folgt zusammen: „Ein Dokument eines anderen Lebens, das zugleich in der Gegenwart und in der Vergangenheit stattfindet, das zugleich fiktiv und real ist, und dessen größter Reiz das Geheimnis ist, das das ganze DAU-Projekt umweht. Kein Skandal, vielmehr ein Beispiel dafür, welche dramaturgischen Möglichkeiten sich dem Medium Film heute noch bieten, in Zeiten, wo man meint, alles schon gesehen zu haben.“

### Aufführungsverbot in Russland
Zwei Tage vor der Kritik um die Wettbewerbsaufnahme hatte der Tagesspiegel darüber berichtet, dass DAU. Natasha aufgrund der genannten Szene in Russland nicht aufgeführt werden darf. Im November 2019 hatte eine Kommission des russischen Kulturministeriums die Freigabe für den Verleih verweigert und Regisseur Chrschanowski „Propagierung von Pornografie“ vorgeworfen. Dabei handelt es sich um einen Straftatbestand, der eine bis zu zweijährige Haftstrafe nach sich ziehen kann. Auch vier weitere Filme aus dem DAU-Projekt seien betroffen, darunter der ebenfalls auf der Berlinale gezeigte Dokumentarfilm DAU. Degeneratsia. Chrschanowski beschwerte sich im Dezember 2019 schriftlich beim damaligen Kulturminister Wladimir Medinski über die Behördenentscheidung. Er empfinde diese als „zutiefst ungerecht“ und fühle sich von der Kommission kriminalisiert. Nachdem Medinski durch Olga Ljubimowa ersetzt worden war, kam es zu weiteren Gesprächen, doch der Regisseur weigerte sich, seine Filmversion zu kürzen. Chrschanowski gab an, juristisch gegen das Ministerium vorzugehen, was aber einen jahrelangen Rechtsstreit nach sich ziehen könnte.

## Auszeichnungen
Mit DAU. Natasha konkurrierten Chrschanowski und Oertel erstmals um den Goldenen Bären, den Hauptpreis der Berlinale. Kameramann Jürgen Jürges wurde mit dem Silberner Bären für eine herausragende künstlerische Leistung geehrt. Auf dem Festival wurde gleichzeitig der von Chrschanowski und Ilja Permjakow fertiggestellte Dokumentarfilm DAU. Degenerazija in die Sektion Special Gala eingeladen. Im selben Jahr folgte für Hauptdarstellerin Natalja Bereschnaja eine Nominierung für den Europäischen Filmpreis.